# Битолска контрачета
Битолската контрачета е създадена с помощта на българските власти във Вардарска Македония с цел борба срещу комунистическите партизани.
Състои се от 25-30 души. Начело на четата е старшият стражар Наум Делев. Действа в района на селата Велушина, Дихово, Цапари, Кажани, Смилево, Гявато и други. Поради слабата активност на контрачетата е разформирана през септември 1943 година от областния полицейски началник Невичанов. По-късно се създава нова контрачета начело с Иванчо Николов, чиновник в село Буково, а сред участниците в четата е и деецът на ВМРО Петър Кузманов от Битоля. Четата е разформирована през ноември 1943 г. от околийския началник Пеев в Битоля поради самоволни акции. Прави се трети опит за създаване на контрачетата, но той е неуспешен поради недостатъчен брой желаещи и останалите членове са взети на работа към полицейския участък във Велушина. Според Пеев в периода ноември 1943-март 1944 г. в района на Битоля няма контрачети.